# 德國刑事法第175條
德國刑事法第175條（正式缩写为§175 StGB）於1871年5月15日在德意志帝國時期頒佈，1994年3月10日被廢除。此德國刑事法條例將男人之間的同性性行為，以性悖軌法之名定為刑事罪行。
此條例曾作多次修訂。納粹德國於1935年，將該條例所適用的範圍更加擴大，並加強逮捕觸犯第175條的人士，導致數千人死於集中營。東德於1950年將條例回復到前一版本，再於1968年進一步將條例有效範圍收窄至與18歲以下少年性交，並於1988年將該條例完全廢除；西德則一直沿用納粹時期的條例版本至1969年，1969年後只限適用於“有效案件”。條例於1973年進一步收窄，並於德國統一後的1994年完全撤銷。

## 歷史概述
第175條於1871年生效。早在1890年代，性革命支持者已對這條“可恥的條例”表示反對，並隨即得到德国社会民主党主席奧古斯特·倍倍爾響應。廢除第175條的申請於1898年正式向國會提呈。1929年，國會委員會經德國社會民主黨、德國共產黨及德國民主黨投票後通過廢除第175條。但當時納粹黨的崛起，阻止了執行廢除條例程序。該部條例經過幾次的修訂，一直存在於德國的法典之中，直至1994年才被廢除。
1935年，納粹德國政府將條例範圍擴大，以容許法庭懲治所謂的“不符合道德準則的與性交有關的行為”，即使是諸如如共同手淫等不涉及性器官接觸的行為都足以被判罪。條例的適用範圍擴大後，被定罪的人數隨即急升10倍至每年8,000人。此外，秘密警察可以將涉嫌人士直接關入集中營而無須經過法庭審訊；已獲判無罪判決或已服刑完畢者亦然。這導致5,000至15,000名男同性戀者被強行關入集中營，並以粉紅三角形鑑別，這些同性戀者大部份都死於集中營，研究人員估計同性戀者在集中營的死亡率高達60%。
納粹政權迫害同性戀者的事實於現今雖廣為人知，但戰後的德國持續迫害同性戀者的情況卻未受關注。於1945年，納粹集中營悉數遭到關閉，然而同性戀者卻未因此而獲釋，反而仍需繼續按照第175條的規定服刑。1950年，東德的德國統一社會黨政府廢除了當年納粹擴大修訂的條例，但西德基民盟政府卻繼續沿用，該條例甚至獲得聯邦憲法法院的認同。1945年至1969年間，約有100,000名男子受牽連，當中約50,000人被定罪（此處所指的50,000人並未包含定罪前已自殺者）。1969年，新上任的西德社民黨政府放寬對第175條的解釋，僅禁止與最低合法性交年齡21歲以下的同性發生性行為，並於1973年將最低合法性交年齡下降至18歲。第175條最終於德國統一後的1994年才被完全廢除。

## 第175條不同版本的原文

### 1871年5月15日版本
§ 175 非自然姦淫
非自然姦淫、男子與男子間性交以及人類對野獸性交者，處監禁刑或褫奪公權。

### 1935年6月28日版本
1935年與1969年的版本中重复出現了一句片語：「...mit einem anderen Mann Unzucht treibt oder sich von ihm zur Unzucht missbrauchen lässt」（該片語於1969年版本中有少許變化）。此片語有兩個原因導致翻譯時出現困難：
1. 英文中沒有不淫穢的用語可準確地翻譯「Unzucht treiben」。在德語語境中，「Unzucht treiben」可解一方對另一方在性事上所「做」的事。
2. 「widernatürlich」是一個修飾語，解作“違反自然”，於1871年的版本中，「Unzucht」與「widernatürlich」合用，可清楚地理解為“肛交”。但於1935年的版本中卻刪除了該修飾語，只留下「Unzucht」一詞，這導致條例意義含糊。缺少修飾語的情況下，「Unzucht」一詞可大概解作“不符合道德準則的與性交有關的行為”。換言之，單單是接吻、愛撫、互相手淫也可能違法；而這些行為以往並不是違法的。這個法律漏洞並非是只出現於納粹政府執政時期，西德時期的聯邦法院亦是同樣地理解該用語。

在漢語語境中，本條規範的具體內含應為“主動或被動地與另一男方發生與性有關的行為”。
§ 175 男與男之間的與性有關的行為（Unzucht）
I. 主動或被動地與另一男性發生與性有關之行為者，處監禁刑。
II. 案情較輕且犯罪行為人於犯罪時未滿21歲者，法院得免除其刑。
§ 175a 嚴重地與性有關的行為（Schwere Unzucht）
有以下行為者，處10年以下有期徒刑；獲減刑者，刑期不得低於3個月：
1. 男性行為人以武力或恐嚇傷害他方男性之生命或身體之法，脅迫他方男性主動或被動從事與性有關之行為
2. 男性行為人藉服務、工作或雇傭中從屬關係之便，脅迫他方男性主動或被動從事與性有關之行為
3. 年滿21歲之男性行為人誘使他未滿21歲之男性主動或被動從事與性有關之行為
4. 男性行為人以與他男性發生與性有關之行為為業，無論其擔當主動或被動角色
§ 175b 對動物性交
對野獸行非自然姦淫者，處監禁刑或褫奪公權。

### 1969年6月25日版本（西德）
§ 175 男性間之姦淫行為
(1) 有以下行為者，處5年以下有期徒刑：
1. 年滿18歲之男性行為人誘使他未滿21歲之男性主動或被動從事與性有關之行為（Unzucht）
2. 男性行為人藉服務、工作或雇傭中從屬關係之便，脅迫他方男性主動或被動從事與性有關之行為
3. 男性行為人以與他男性發生與性有關之行為為業，無論其擔當主動或被動角色
(2) 預備犯同條第2項者罰之。
(3) 犯罪行為人於犯罪時未滿21歲者，法院得免除其刑
§ 175b  廢除。

### 1973年11月23日（西德）
1973年的修訂，除了下調了最低合法性交年齡外，亦改變了條例內的用語。以「sexuelle Handlungen」（性行為）取代「Unzucht」。在用語的含意上，「sexuelle Handlungen」雖然較為溫和，但實質上並沒有改變先前有關主動及被動角色的規定：「sexuelle Handlungen ... vornimmt oder ... an sich vornehmen lässt」（主動或被動容許干犯性行為）。由於1973年的條例內容依然含糊，使得條例所牽涉的規管範圍如1935年的版本一樣廣闊。
§ 175 同性性行為
(1) 年滿18歲之男性行為人主動與他18歲以下之男性進行性行為，或容許18歲以下男性與其進行性行為者，處5年以下有期徒刑。
(2) 行為人有下列情況之一者，法院得免除其刑：
1. 行為人於犯罪時未滿21歲，或；
2. 受害人之個人品行，且其所犯之罪輕微者。

### 1994年3月10日版本
§ 175 同性性行為 廢除

## 背景

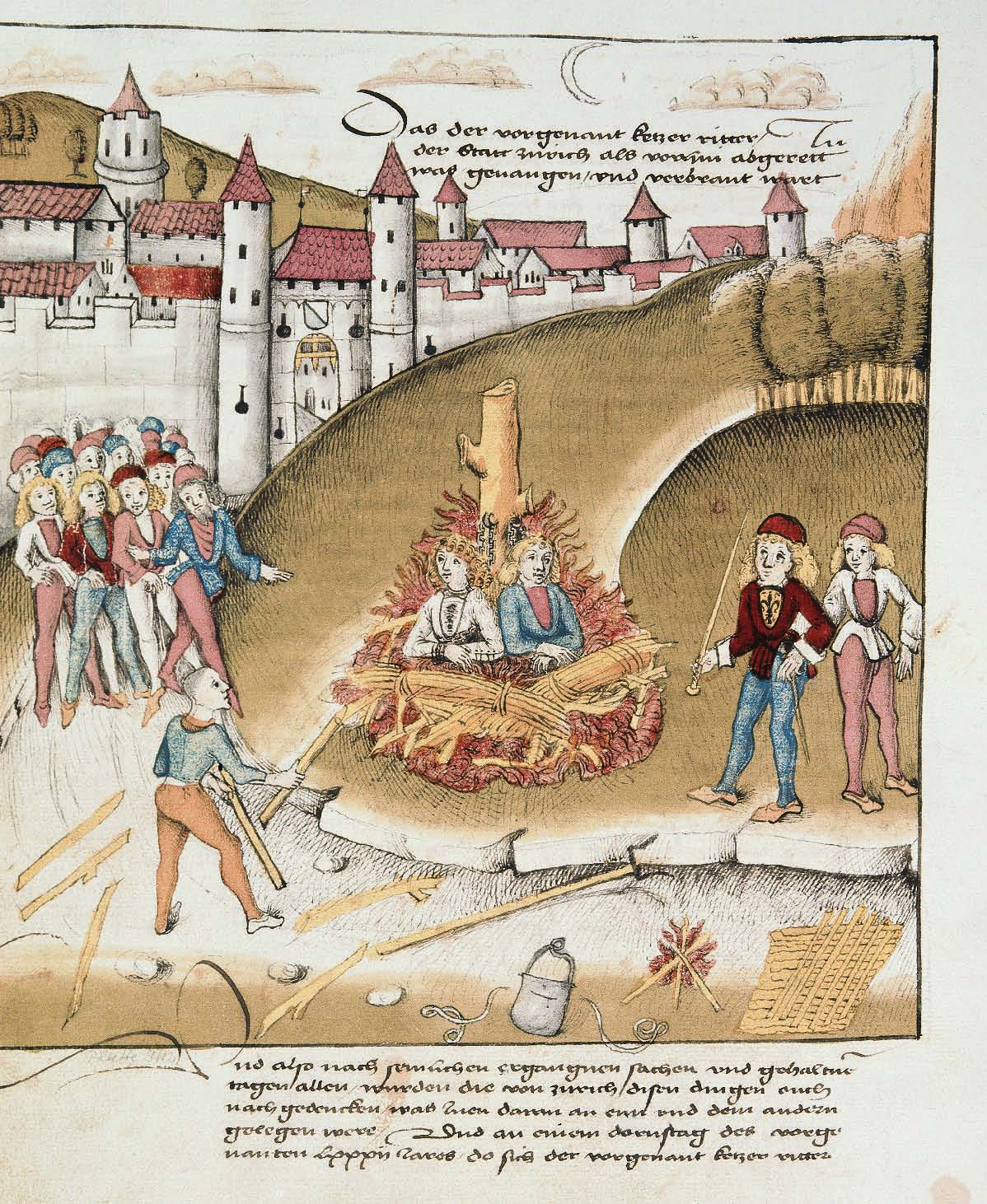
肛交者於蘇黎世的牆上被燒死。1482年 (Spiezer Schilling)

一直以來，肛交只被視為在宗教或道德上的罪過，但於13世紀的下半葉，有關男同性之間的肛交法例被修訂，首次將肛交刑事化，當時幾乎整個歐洲，干犯肛交可判以死刑。
於1532年神聖羅馬帝國國王查理五世與刑事法醫 (Constitutio Criminalis Carolina)創立了該法律的基礎，神聖羅馬帝國一直沿用該法律至17世紀。該法典的第116條寫道：
懲罰違反自然的不貞("Unkeusch")。進行人類與野獸、男人與男人、女人與女人之間不貞行為("Unkeusch treiben")的人士會喪失生命。依照一般慣例，該人士會被以火刑燒死。
1794年，普魯士引入"Allgemeines Landrecht" (普魯士法典)，一部重大的法律改革，將該罪行的刑罰由死刑改為監禁。該法典的第143條寫道：
非自然姦淫行為，男子與男子之間性交，以及人類對野獸的性交，可判監禁6個月至4年，並且即時剝奪公民權利。
在法國，1804年的拿破侖法典中，只有在任何一方的權益受損時方可對該行為判罪(即“非雙方共識的行為”/"non-consensual act")。這一規定對於整個同性性行為的非罪化有著重大的影響。(拿破侖法典的原編者让-雅克·雷吉斯·德·冈巴塞雷斯本身是一名同性戀者。)
隨著拿破侖征服世界，拿破侖法典被傳到法國以外的地方，例如荷蘭。 巴伐利亞亦於1813年改行法國的模式，將所有禁止雙方共識的性行為的條例刪除。
在德意志帝國於1871年成立的2年之前，普魯士帝國關注到有關法例的發展，故開始為法例尋求科學的基礎。司法部委派“Deputation für das Medizinalwesen”(醫學知識代表)，當中包括知名的生理學家魯道夫·維蕭及Heinrich Adolf von Bardeleben，對有關法例進行評估。1869年3月24日，代表在評估報告中表示未能就特別禁止人類對野獸性交，以及禁止男子與男子之間合意性交，但其它類型的姦淫和性行為卻不被禁止處罰，提供一個科學論據和有效區分。
雖然如此，在俾斯麦於1870年提交北德意志邦聯的刑事法草案中，以“公眾意見”作為理由，保留了有關的普魯士刑罰規定，原文翻譯為下：
儘管醫學觀點及某些刑事法理論認為刪除有關刑罰規定是合理的，但公眾的正義意識(das Rechtsbewußtsein im Volke)不僅視這些行為為不道德，而且是一種罪行...。

## 德意志帝國
1872年1月1日，正是條例生效後1年，北德意志邦聯的刑法成為了通行整個德意志帝國的刑法。
這一個更迭，使男同性性交在巴伐利亞再次成為可判罰的罪行。新頒布的第175條，幾乎是逐字直譯1794年普魯士法典中的條例。
早在1860年代，卡爾·亨利希·烏爾利克斯及Karl Maria Kertbeny等人已抨擊並抵制普魯士法典第143條，但沒有取得成功。
性革命組織科學人道委員會於1897年成立後，在德意志帝國推動了更多反對第175條的活動。委員會展開了人類史上第一次有關性傾向的調查，並提出了同性戀先天說。
科學人道委員會主席馬格努斯·赫希菲爾德起草了要求廢除第175條的請願書，並徵集了6,000名人士的簽名，當中包括爱因斯坦、托尔斯泰、左拉、托马斯·曼夫婦和赫尔曼·黑塞等知名人士。
一年後，德國社會民主黨主席奧古斯特·倍倍爾向國會提交請願書，但國會拒絕了這項請願。
更甚者是，政府於10年後計劃將第175條伸延至適用於女人身上。"德國刑法方案"(E 1909)中提到：
對家庭及少年的危害是相同的。事實上，近年許多個案都可靠地證明了這一點。為了顧及道德及整體利益，刑罰條例有需要申延至適用於女人身上。
[Stümke 1989, p. 50]
有於草案的修整需時，該草案規定必須於1917年後方可提交國會。但隨著第一次世界大戰的爆發及德意志帝國的戰敗，該草案被迫放棄。

## 魏瑪共和国
於1919年至1929年間，Gemeinschaft der Eigenen和科學人道委員會聯合發起了更多激烈的反第175條民間運動。但如德意志帝國時期一樣，在魏玛共和国時期的左派政黨未能成功廢除第175條，原因是他們不是國會中的多數黨。
於1925年，中右派政權加重第175條刑罰的計劃在接近完成階段時同告失敗。他們擬訂了草案，於第296條(相等於先前的第175條)上加入第297條。草案將所謂的“有效案件”重新分類為重罪(Verbrechen)，以非輕罪(Vergehen)，“有效案件”包括同性戀賣淫、與21歲以下男子性交及在服務或工作環境下以性迫害另一名男子。此條例所牽涉的不單止是同性性交，而且是其他同性性行為，例如互相手淫。
兩條條例都以維護公共衞生作為基礎：
一般認為，德國人視男同性之間的性關係是異常行為，可導致品格及道德的破壞。堅持這種異常行為可導致人民墮落退化，及使其力氣衰退。[Stümke 1989, p. 65]
於1929年，草案在國會的司法委員會中進行討論。德国社会民主党、德国共产党及右派德國民主黨首次調動了13至15票大多數否決第296條，因為此條例牽涉到成年男子間雙方共識的同性性行為除罪化。但同時，第297條(關於所謂的“有效案件”)卻獲大比數支持——只有3票反對來自德国共产党——得到通過。
但是，這個不全面的成功——科學人道委員會稱之於“一步前進，兩步倒退”——最後全盤告吹。1930年3月，德國及奧地利之間的國會刑事法委員會以23對21票，通過將第296條重新放入政改方案。而第297條卻一直得不到通過，這是由於在魏玛共和国最後的總統內閣(Präsidialkabinett)年代，國會的立法程序一般已停止運作。

## 納粹時代
1935年，納粹將第175條定為重罪並加重刑罰，由最高監禁6個月加重至5年。更甚者，新條例移除了一直以來用以指明「肛交」的修飾詞"widernatürlich"(違反自然) [詳見1935年6月28日版本]。換而言之，“客觀而言，違背了公眾的羞恥之心”，或主觀而言“激起第二方(男)或第三方(男)性慾的不檢行為”已屬刑事罪行 [引文取自德國判例法, RGSt 73, 78, 80 f.]。互相的身體接觸已不再是必要的判罪條件。
除此以外——大部份於1925年已經完成部署——新的第175a條訂立，將“有效案件”列為“嚴重地與性有關的行為”(Schwere Unzucht)，以下人士需最少監禁3個月及最高10年：
- 在工作情況下，與僱員或下屬發生性關係；
- 與21歲以下的男同性性交；
- 男妓。

有關“姦淫野獸”的條目則移至第175b條。
根據官方的解釋，第175條的修改是為維護"Volk"(德國人民)的道德健康，因為“根據經驗”，同性戀“偏向像瘟疫一樣地演化”，對“有關團體圈子”造成“破壞性的影響”。

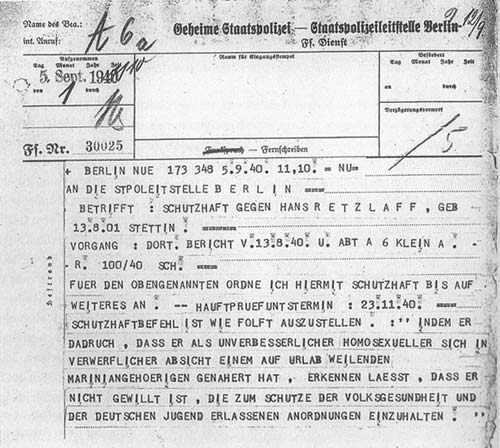
一張有關秘密警察安排預防性拘留一名「無法矯正的同性戀者」的電報

條例擴大後，被定罪的人數隨即急升10倍至每年8,000人。當中只有一半是由警方檢控，40%是被私下告發(Strafanzeige)，10%是僱主或機構告發。例如，於1938年，秘密警察曾收到以下的一封匿名信：
我們——居住在Barnayweg藝術家公寓的一大群體——迫切地要求你觀察與F太太居住，作為轉租人的B.，他每天都有年輕男子到訪。這情況一定不能夠再繼續。...我們懇請你對事件作進一步觀察。[Pretzel 2000, p. 23]
不同於一般的警察，秘密警察有權對同性戀男子作出預防性拘留而無需經過法庭審訊(甚至可以拘留已獲判無罪的人士)。所謂的“再犯者”的下場通常是這樣：在他們完成服刑後，他們不會被釋放，而是被送到集中營接受額外的“再教育”。他們在集中營內以粉紅三角形鑒別，這些囚犯當中只有40%——大約10,000人——能夠在集中營中倖存。二次世界大戰後，同盟軍從集中營中釋放囚犯，但同性戀囚犯仍需繼續按照第175條的規定服刑。

## 第二次世界大戰後

### 在東德的發展

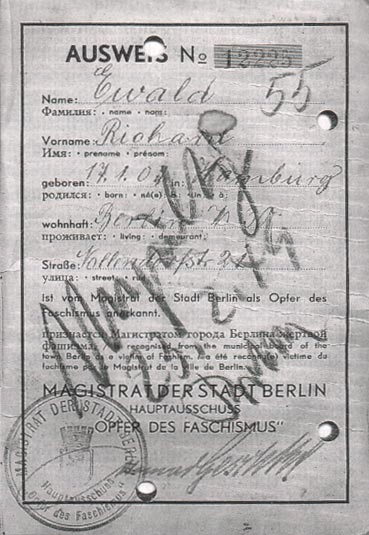
已註銷的法西斯主義受害者("Opfer des Faschismus")身份証：东柏林地方法官拒絕了粉紅三角形囚犯接受法西斯主義受害者撫恤金的權利。

第二次世界大戰後，蘇聯佔領區後來成為東德(詳見德國歷史)，法律的發展並不統一。圖林根州政府以類似1925年刑事法草案的則定，減輕了第175及175a條。其他的州政府繼續沿用1935年的條例。1946年，东柏林的法律評審委員會特別建議不應該將第175條納入新的刑法，但建議卻沒有被採用。1948年，設於哈雷的薩克森-安哈特州高等法院裁定第175及175a條是納粹所訂立，造成司法的逐步發展被中斷及顛倒的不公平的條例。同性性行爲只可根據魏瑪共和國的法律進行審判。
1950年，即德意志民主共和國成立後一年，柏林上訴法院(Kammergericht Berlin)裁定在東德所有地區將第175條恢復到1935年前的老版本。但是，有異於哈雷高等法院的裁決，新的第175a條繼續沿用，原因是該條例保障了社會免受“某些危害社會的同性性行為”的危害。1954年，上訴法院裁定第175a條有別於第175條，第175a條並不是針對性交行為。“與性有關的行為”(Unzucht)是指任何“玷污我們工人階級成員高尚的道德情操”並引起性興奮的行為。
1957年的刑事法修訂使那些對社會主義不會造成危害的違法行為有可能免受起訴。東柏林上訴法院(Kammergericht)裁定所有根據舊版第175條的判罰必須中止，理由是該行為在性質上無關重要。自此，第175條在法律上失效。根據這個這個基礎，從1950年代後期開始，雙方自願的成年人之間的同性性行為已不再被處罰。
1968年7月1日，德意志民主共和國採用自己的刑事法。在第151條(§ 151 StGB-DDR)中規定，成人(18歲以上)與同性年輕人(18歲以下)發生性行為可判罰最高3年監禁或緩刑。此條例不僅適用于與男孩發生性關係的男子，也適用于與女孩發生性關係的女子。
1987年8月11日，德意志民主共和國最高法院推翻一項第151條的判罪，理由是“同性戀如異性戀一樣，是性行為的一種。同性戀者因此並不站於社會主義社會之外，他們的公民權利和其他所有居民一樣受到保障”。一年後，人民议会在刑法的第五次修訂中，根據最高法院的裁決廢除了第151條。1989年5月30日，法案正式生效，這一裁決消除了東德刑法中所有針對同性戀的條文。

### 在西德的發展
第二次世界大戰後，西德(德意志聯邦共和國)繼續沿用1935年的第175條版本。1957年5月10日，聯邦憲法法院亦支持繼續沿用，聲言這條條例“受民族社會主義政治(納粹)影響的程度未足以使其有需要在自由民主國家中廢除”。
在1945年至1969年間，約100,000名男子被起訴，當中50,000人被判監禁。1950年至1951年間，在法蘭克福的一連串拘捕、起訴、審訊行動引致嚴重的後果：
“一名19歲青年於接獲法庭傳票後從歌德塔(Goetheturm)上躍下。一人逃往南非，一人逃往瑞士，一名牙科技術員和他的朋友以煤氣自殺。已知的有關自殺案件共有6宗。大部份被起訴的人失去工作。”[Kraushaar 1997, p. 62]
德國總理康拉德·阿登纳執政期間，政府提出一部西德的刑罰草案(Strafgesetzbuch E 1962，從來未被採用)，解釋沿用第175條的理由：
對於男同性戀，法律制度必須築起壁壘——更甚於其他法律範圍——防止這種罪惡的散播，否則這樣會嚴重危害到人民健康及自然的生活。[Stümke 1989: p. 183]
1969年6月25日，即德國總理庫爾特·喬治·基辛格領導的CDU-SPD聯黨結束前不久，第175條被修改，只保留先前第175a條中提到的“有效案件”——與21歲以下人進行性行為、男同性賣淫、利用從屬關係(詳見1969年6月25日版本 (西德))。而175b條則廢除。
1973年11月23日，SPD-FDP聯黨提出有關性行為的全面法律改革。第175條從“違反道德的罪行及輕罪”重新命名為“侵犯性自決權的罪行”，並以“性行為”一詞取代“不道德的性行為”(Unzucht)。第175條只適用於涉及未成年人士的性行為，同性性交的最低合法性交年齡被調低至18歲(異性性交則是14歲)。
1986年，德国绿党及首位公開承認同性戀者身分的德國國會成員嘗試廢除第175及182條，以使最低合法性交年齡一致定為14歲，但遭到德国基督教民主联盟、德国社会民主党及德国自由民主党的反對，結果第175條在此後8年仍繼續存在於德國法典之中。

## 1990年後的發展

### 第175條的廢除
1990年德國統一後，兩德法律的調合過程中，德国联邦议院需要在兩者之間做出決定：或是完全廢除第175條(如前東德)，或是將西德現在的條例的適用性擴展到現在已經成爲聯邦共和國一部分的東部地區。1994年時，已經到了法律調合的結束階段，在特別考慮到這期間發生的社會變革后，最終決定將第175條從法典中完全廢除。
根據第176條(詳見德文條目§ 176 StGB)，所有性行為(無論性別)的最低合法性交年齡為14歲。而第182條則規定在特別情況下最低合法性交年齡為16歲(詳見德文條目§ 182 StGB)。第182(2)條容許起訴“Antragsdelikt”——类似于“告诉乃论”。此外，第182(3)條容許檢察單位以公眾利益為理由對案件展開追查。最後，第182(4)條容許法庭在相對于受害者的行爲，被告所犯過失較輕微的情況下，免予刑事處罰。
第182條內含有數個缺乏準確、清晰的法律定義的字詞。評論家憂慮到家人可濫用此法例，將社會所不認同的性關係刑事化(例如：家人不贊成年輕人的同性戀關係，或許可利用此條例檢控年輕人的伴侶)。奧地利亦有相類似的情況，奧地利的第209條如德國的第175條一樣被廢除；奧地利的第207b條如德國的第182條一樣引起了評論家憂慮到可能被濫用，作為已廢除條例的代用品。

### 對受難者的平反
2002年5月17日國際不再恐同日，同時是一個象徵“17.5”的日子，儘管遭到當時中間偏右基民盟/基社盟及自民党的反對，社民党及綠党主導的德國聯邦議院還是成功地通過了《廢除國家社會主義法案》 (Act of Abolition of National Socialism / NS-Aufhebungsgesetzes)。根據該法案，在納粹德國時期針對同性戀者及德意志國防軍逃兵的判罪都會被撤銷。基督教民主聯盟黨員蓋斯(Norbert Geis)指這個特赦條例是“不名譽”的。但更大的反對聲音卻是來自同性戀權利運動團體，因為國會未有給1945年以後第175條案件的受害者平反，戰後1945年至1969年期間的法律基礎與納粹時期的相同。
德國基民盟及社民黨領導的聯合政府在2017年3月22日通過法案，將廢除因同性戀而遭政府定罪逮捕的罪名，並給予賠償，預計約5萬人左右，不過這其中，只剩下約5千人還活在世上。德國司法部長海科·馬斯發表聲明指出：「我們無法完全抹去司法的荒謬，但我們將洗刷受害者的冤屈。」。該項法案仍須送交國會審查。由於聯合政府在國會中，佔絕大多數席次，加上所有黨派均無異議，預料法案將獲得通過。

## 註腳
- ^ 德語原文為。德語版維基百科對「Unzucht」的解釋為：「Unzucht這個概念用來貶義地描寫某些與一般的道德觀念和羞愧感相背的性行為。」（"Der Begriff Unzucht bezeichnet abwertend ein bestimmtes menschliches Sexualverhalten, das gegen das allgemeine Sittlichkeits- und Schamgefühl verstößt."）。詳見：Unzucht。

## 外部連結
- 二十世纪初德国同性恋史